# Roger Bonvin
Roger Bonvin (Icogne, 12 de setembro de 1907 – 2002) foi um político da Suíça.
Ele foi eleito para o Conselho Federal suíço em 27 de Setembro de 1962 e terminou o mandato a 31 de Dezembro de 1973.
Roger Bonvin foi Presidente da Confederação suíça em 1967 e 1973.